# المشعوذة (دي سي كومكس)
المشعوذة (بالإنجليزية: Enchantress)‏ هي شخصية شريرة خيالية تظهر في القصص المصورة التي تنشرها دي سي كومكس. الشخصية من صنع كل من هوارد بورسيل وبوب هاني. ظهرت للمرة الأولى في أبريل 1966. أدت الممثلة كارا ديليفين دور الشخصية في فيلم الفرقة الانتحارية الذي صدر في سنة 2016. يمكن للمشعوذة أن تؤثر بشكل مباشر على الجماد بواسطة السحر وإصابة الأشخاص بالأوهام، كما تستطيع الطيران وفتح بوابات انتقال.